# Tweede Kamerverkiezingen 1998/Kandidatenlijst/NSOV
Dit is de kandidatenlijst voor de Tweede Kamerverkiezingen 1998 van het Nieuw Solidair Ouderen Verbond. De partij deed mee in acht van de negentien kieskringen.

## De lijst
1. Martin Batenburg - 4.512 stemmen
2. Raghoenath Kanhai - 632
3. Albert Maris - 104
4. Mieke Batenburg-de Hoog - 179
5. Hans van Dalen - 127
6. Riet van Meer-van Roij - 127
7. Jan Wiekens sr. - 65
8. Jan van Adrichem - 55
9. André Filius - 33
10. Ron de Raat - 39
11. Rob Verlinden - 132
12. Hans Batenburg - 450

PvdA · CDA · VVD · D66 · AOV/U55+ · GroenLinks · Centrumdemocraten · RPF · SGP · GPV · SP · Senioren 2000 · Natuurwetpartij · NCPN · De Groenen · Vrije Indische Partij · Idealisten/Jij · NMP · Nederland Mobiel · Katholiek Politieke Partij · Het Kiezers Collectief · NSOV